# Wikipedia tiếng Malta
Wikipedia tiếng Malta (tiếng Malta: Wikipedija Malti) là phiên bản tiếng Malta của Wikipedia, ngôn ngữ quốc gia của Malta. Đến tháng 11, năm 2008, Wikipedia tiếng Malta có 2,260 bài viết.